# Netta Barzilai
Netta Barzilai, nota semplicemente come Netta (in ebraico נטע ברזילי‎?; Hod HaSharon, 22 gennaio 1993), è una cantante israeliana.
Ha vinto l'Eurovision Song Contest 2018 rappresentando Israele con il brano Toy, portando allo Stato la sua quarta vittoria.

## Biografia
A soli tre mesi di vita si sposta con la sua famiglia dalla città natale alla Nigeria, dove vive per quattro anni prima di tornare in Israele. Risiede attualmente a Tel Aviv. Prima dell'arruolamento obbligatorio nelle Forze di difesa israeliane, presta un anno di servizio come volontaria nella forza paramilitare del Nahal e svolge il suo servizio militare nel Corpo navale israeliano.
Alla fine del 2017 Netta si è presentata alle audizioni di HaKokhav HaBa, il processo di selezione israeliano per l'Eurovision Song Contest, cantando Rude Boy di Rihanna e ottenendo l'approvazione da parte dell'82% del pubblico, nonché di tutti e quattro i giudici, qualificandosi per gli stadi successivi del programma. Il 13 febbraio 2018 è stata annunciata come vincitrice del programma, garantendosi la possibilità di cantare per la sua nazione sul palco dell'Eurovision a Lisbona, Portogallo. Il brano con cui ha rappresentato Israele all'Eurovision Song Contest, Toy, è stato scelto da una giuria di esperti selezionata dal nuovo ente televisivo israeliano IPBC ed è stato pubblicato l'11 marzo 2018.
L'artista si è esibita nella prima semifinale della manifestazione, ottenendo la qualificazione alla finale, classificandosi prima con 283 punti. Durante la serata finale, tenutasi il 12 maggio 2018, Netta ha vinto la manifestazione con 529 punti, portando il suo Paese alla vittoria dopo l'edizione del 1998.

## Discografia

### EP
- 2020 – Goody Bag
- 2020 – The Best of Netta's Office, Vol. 1

### Singoli
- 2018 – Toy
- 2019 – Bassa Sababa
- 2019 – Nana Banana
- 2020 – Beg (con Omar Aber)
- 2020 – Ricki Lake
- 2020 – Cuckoo
- 2020 – The Times They Are a-Changin'
- 2021 – Efes Ma'amatz (con Static & Ben-El)
- 2021 – Moustache (con i Little Big)
- 2021 – CEO
- 2022 – I Love My Nails
- 2022 – Playground Politica (con Mr Eazi)
- 2023 – You Spin Me Round (like a Record)
- 2023 – Everything
- 2023 – Wonderful & Great

## Filmografia

### Cinema
- Eurovision Song Contest - La storia dei Fire Saga, regia di David Dobkin (2020)
- Privacidade invadida, regia di Miguel Caxeta (2020)

### Televisione
- Eurovision: Europe Shine a Light, speciale TV (2020)
- The X Factor Israel, talent show (2022)
- Dancing with the stars Israele, tv show (2024)